# 헤비 (영화)
헤비(Heavy)는 미국에서 제작된 제임스 맨골드 감독의 1995년 드라마, 멜로/로맨스 영화이다. 프루이트 테일러 빈스 등이 주연으로 출연하였고 리처드 밀러 등이 제작에 참여하였다.

## 출연

### 주연
- 프루이트 테일러 빈스
- 쉘리 윈터스
- 리브 타일러

### 조연
- 데보라 해리
- 죠 그리파시
- 에반 댄도
- 데이비드 패트릭 켈리
- 마리언 퀸
- 멕 하팅
- 잰디 하티그
- 피터 오르텔
- 조지 알바레즈
- 코디스 허드
- J.C. 맥켄지

## 제작진
- Line PD: 그레첸 맥고원
- 미술: 마이클 쇼
- 의상: 사라 제인 슬롯닉크
- Ass-PD: 스콧 퍼거슨
- Ass-PD: 제인 라이트